# 鉴江镇
鉴江镇是中国福建省罗源县下辖的一个鎮、鉴江鎮地处罗源县东部，东与霞浦县北壁乡隔海相望，南西接碧里乡，北与宁德市蕉城区飞鸾镇相接、鎮政府駐上澳村1號。
宋代时期，原属连江县、招贤之地。宋元丰四年（1081年），划归罗源县治域管辖，名贤二里。民国三十年（1941年），设镇。1949年，属鉴碧区、三区。1958年，并入碧里公社。1965年，建鉴江公社。1984年，复设镇。

## 行政区划
鉴江镇下辖以下地区：
鉴江社区、陆上社区、海上社区、上澳村、东湾村、程家洋村、远顶村、圣塘村和井水村。